# Surniculus
Surniculus là một chi chim trong họ Cuculidae.

## Các loài
- Surniculus velutinus
- Surniculus lugubris
- Surniculus dicruroides
- Surniculus musschenbroeki